# فندق وكازينو سان ستيفانو الرمل

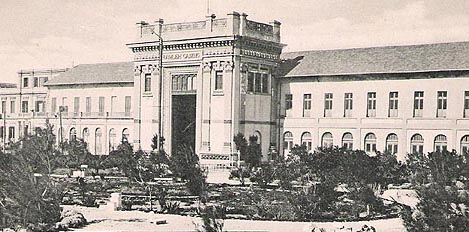
فندق وكازينو سان ستيفانو في أوائل القرن العشرين

فندق وكازينو سان ستيفانو الرمل أو  Ramleh-Les-Bains's Casino & Hotel San Stefano من أقدم الفنادق الفخمة في مدينة الإسكندرية المصرية على ساحل البحر المتوسط. بني مكانه اليوم برج شاهق اسمه مجمع سان ستيفانو جراند بلازا.

## تاريخ
بني الفندق محل قصر للكونت استيفان زيزينيا الذي استقرت اقامته في مدينة الأسكندرية العام 1854. حيث قام ببناء الفندق المهندس المعماري بوجوس نوبار ابن نوبار باشا (رئيس وزراء مصر عدة مرات) وخريج «آكول سنترال» École Central في باريس، والذي كان مفتونا بالمنتجعات السياحية الفاخرة والكازينوهات التي تطل على الشاطئ الفرنسي البلجيكي بين دوفيل في فرنسا وأوستيند في بلجيكا. افتتح الفندق في 26 يونيو 1887، حيث قام بافتتاحه الخديوي توفيق.
ويرجع سبب تسمية المنطقة باسم «سان ستيفانو» إلى أن الكونت إيتيان قام ببناء كنيسة في العام 1863 وأسماها باسم القديس استيفان في نفس المنطقة. وهدمت الكنيسة في منتصف الثمانينيات. أي أن الاسم كان موجودا قبل أن يرتبط باسم الفندق الجديد.
اعتبر فندق وكازينو سان ستيفانو في فترة أوائل القرن العشرين محلا لتجمع نخب المدينة من الأثرياء والشخصيات العامة ومنهم أفراد من الأسرة المالكة وقتها. كما كان الكازينو الملحق بالفندق مشيدأعلى الطراز المعماري لمنتجعات جنوب فرنسا الترفيهية. كما عد وقتها من المعالم السياحية للمدينة.
أيضا وقتها كان خطا ترام الأسكندرية (شوتس وباكوس)، ينتهيان في محطة سان ستيفانو، حيث كان خط الترام يعمل 24 ساعة يوميا.

## تصميم الفندق
أقيم الفندق على مساحة 30000 م2 في موقع يطل على طريق «سترادا روزا» (طريق الحرية حاليا) المطل على البحر مباشرة. وكان معماره مستوحى من عمارة عصر النهضة، وقد أشرف على بنائه «مير أميتدجيان» من كلية الفنون الجميلة في باريس.

## أوائل القرن العشرين
حوى الفندق القديم 100 غرفة، مسرح، قاعة احتفالات وشاطئ خاص. وفي 1901 كان إيجار الغرفة بقيمة 25 قرشا، مع حسومات خاصة في فصل الشتاء.
كان من زوار الفندق الدائمين الأرشيدوق الإمبراطوري «لو سالفاتور من هابسبورغ» من الإمبراطورية النمساوية المجرية، أيضا من الخديوي عباس حلمي الثاني.

في فترة الحرب العالمية الثانية، وماتعرضت له المدينة من غارات جوية من قبل قوات المحور، توقف الفندق عن استقبال النزلاء، وتم تحويل عدد من حجراته وقاعاته إلى قاعات دراسية لطلاب كلية فيكتوريا، التي تحولت إلى مستشفى للجيش البريطاني وقتئذ. وذلك رغم رفض إدارة الفندق للأمر. لكن قرارا عن محافظ الأسكندرية صدر رسميا بالأمر. 

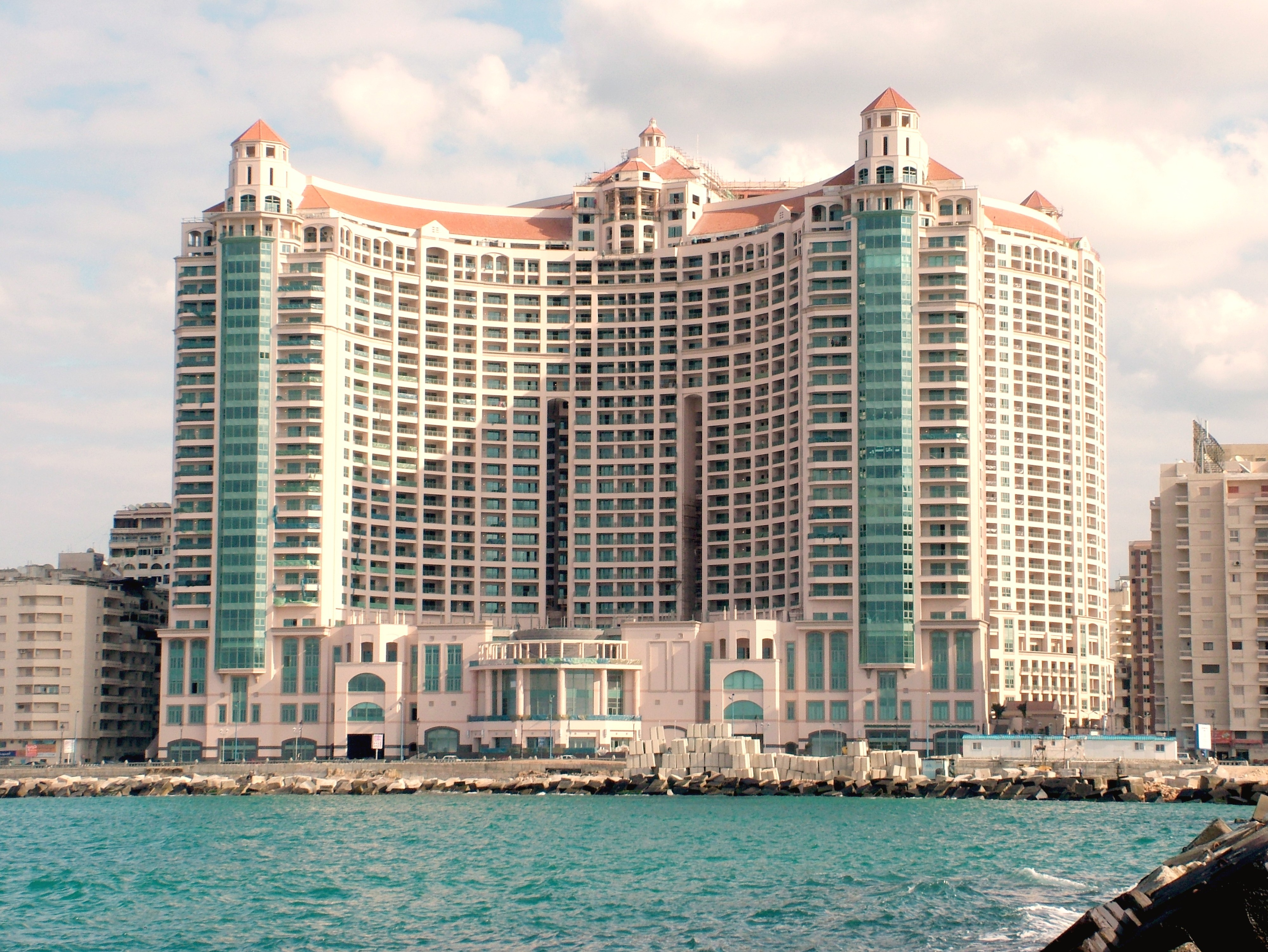
مجمع سان ستيفانو جراند بلازا الحالي

## نهاية
بعد انتهاء الحرب العالمية أعيد افتتاح الفندق، وظل يعمل حتي الستينيات، حيث تم تأميمه من قبل الدولة، وخضع لشركة الفنادق المصرية. كما تعرض الفندق لضربة أخرى بإنشاء فندق هلنان فلسطين في حدائق المنتزه العام 1964 لاستقبال مؤتمر القمة العربية. وفي العام 1967 صدرت الأوامر بإغلاق النفق المؤدي للشاطئ الخاص خوفا من قيام العدو بأية أعمال تخريبية عن طريق النفق.
وفي العام 1978 شهدت قاعات الفندق مباحثات السلام بين الرئيس المصري أنور السادات ورئيس الوزراء الإسرائيلي مناحم بيجين.
وفي الثمانينيات دخل الفندق في مرحلة أفول كبيرة. وتم استئجاره من قبل إحدى شركات القطاع الخاص لكنها عجزت عن تسييره وتشغيله، حيث طلب منها ترك الفندق. حاول آل الفايد شراءه في الثمانينيات وواجهو وقتها عراقيل كثيرة جعلتهم يصرفون نظرا عن الموضوع. لاحقا قامت محافظة الأسكندرية بوضع يدها على الشاطئ الخاص به. وصدر قرار من وزارة السياحة المصرية باغلاق الفندق في العام 1993 والاكتفاء بتشغيل المقاهي الخاصة به.
قامت بشراء الفندق والأرض الخاصة به مجموعة طلعت مصطفى العقارية. حيث قامت بهدم فندق وكازينو سان ستيفانو القديم، وبنت محله مجمعا سياحيا ضخما حمل اسم سان ستيفانو جراند بلازا، افتتح في يوليو 2007. ويضم مول (مركز تسوق) ضخم إضافة لفندق فورسيزونز وقاعات للسينما ومطاعم ومراكز استجمام وشقق فندقية.